# Oriolo dei Fichi
Oriolo dei Fichi è un piccolo nucleo abitato situato 9 km. a sud-est di Faenza, sui primi contrafforti dell'Appennino romagnolo. Il nucleo storico consiste in una borgata che comprende la chiesa parrocchiale intitolata a Sant'Apollinare (ricostruita nel 1946), e una piazzetta triangolare circondata dalle abitazioni che contano una ventina di residenti. Fa parte integrante del Comune di Faenza (RA).
Attorno al borgo e all'antica torre si estendono le colline faentine. Per la particolarità del terreno e del clima di questi pendii, il vino rappresenta la realtà produttiva più importante della zona: Sangiovese, Albana, Centesimino e Famoso sono i vitigni autoctoni più coltivati.

## Storia
La località è storicamente attestata almeno dall'anno 898, quando ne era signorotto un tale Aghinolfo.

Nel 1017, l'imperatore Enrico II l'assegnò ad Arnaldo II, arcivescovo di Ravenna. Quarant'anni dopo, l'arcivescovo Enrico vi costruì un castello, che per tutto il Medioevo fu conteso fra le città di Faenza, Forlì e la Chiesa ravennate, sua legittima proprietaria.

A partire dal XIV secolo e fino al 1689, Oriolo godette dello status di Comune rurale, dotato di una certa autonomia amministrativa pur rimanendo sotto il controllo di chi possedeva il castello.

Il territorio del Comune di Oriolo aveva una superficie approssimativa di 5–6 km² e comprendeva tre parrocchie, con una popolazione di circa 500 persone, che nel tempo si è ridotta sino alle 200 attuali. In uno dei punti più panoramici e di maggior interesse della zona, è situata la Torre quattrocentesca: circondata da un parco di proprietà del comune di Faenza.

## La Torre di Oriolo dei Fichi

### Storia della torre
Il 4 gennaio 1474, l'arcivescovo Bartolomeo Roverella cedette il dominio di Oriolo a Carlo II Manfredi, signore di Faenza, per la somma di 2500 fiorini. Il vecchio castello fu radicalmente ristrutturato e trasformato in rocca ad uso strettamente militare; in particolare fu ricostruita la torre, dando origine al possente mastio esagonale ancora esistente, e fortificato l'accesso mediante due muri dotati di camminamenti superiori.

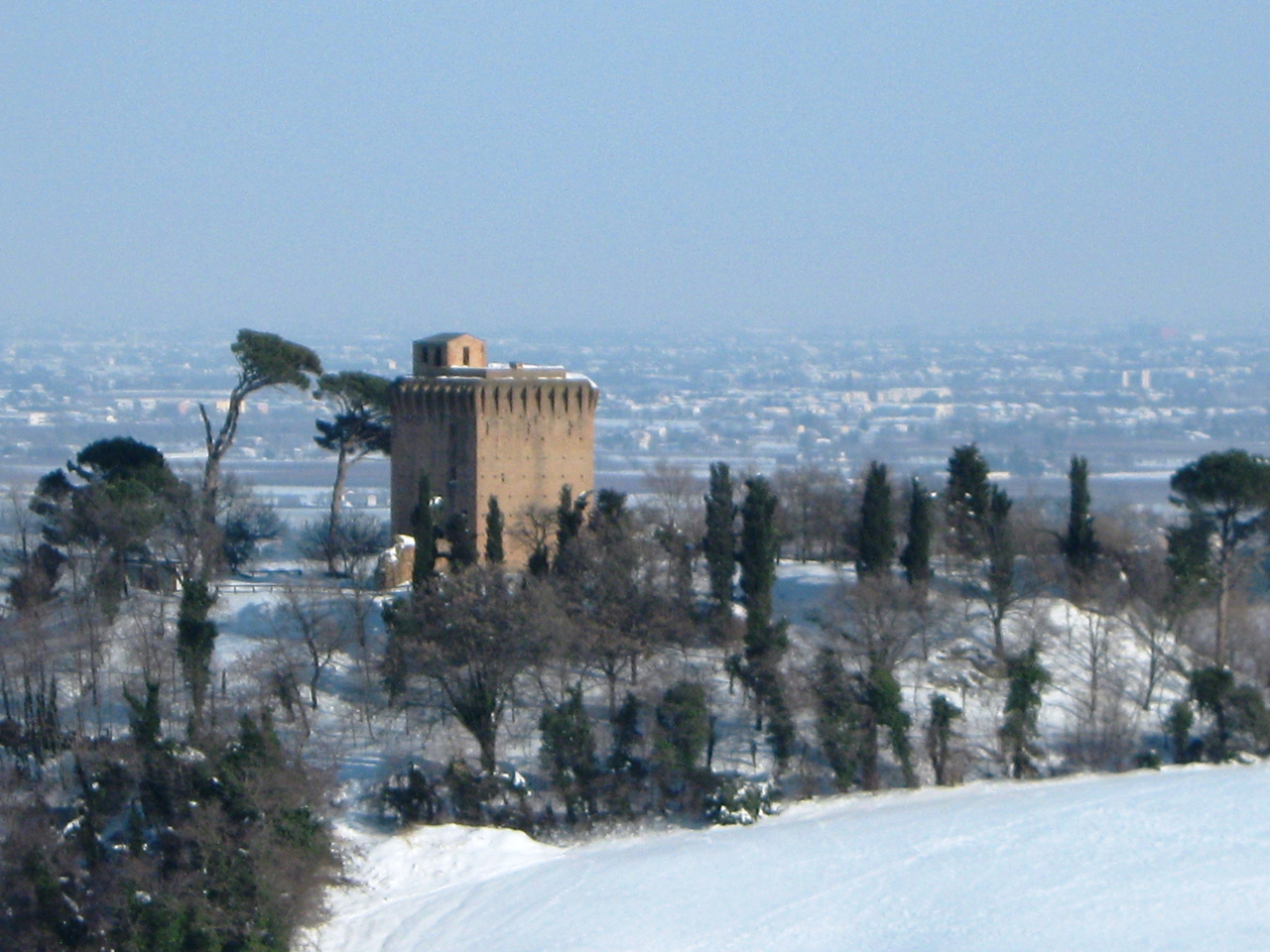
La Torre di Oriolo sotto la neve del febbraio 2012

La rocca, assediata dal capitano Vitellozzo Vitelli al soldo di Cesare Borgia, si arrese il 15 novembre 1500 e fu saccheggiata. Al termine del breve dominio del Valentino, come il resto della Romagna la località cadde sotto il dominio veneziano. In questi anni alla torre vennero apportati diversi restauri ed ammodernamenti.
Con il ritorno della regione sotto il diretto possesso pontificio, la rocca di Oriolo ed il suo territorio furono definitivamente assegnati al Comune di Faenza. Il Comune rurale di Oriolo continuò però ad esistere, ed il 27 novembre 1518 furono promulgati i suoi Statuti, tuttora conservati presso l'Archivio di Stato di Faenza.
Nel corso del XVI secolo l'importanza militare della rocca andò gradualmente scemando, e nel 1632 anche il Vicario (una sorta di governatore civile inviato dal Comune di Faenza) si rifiutò di andare ad abitare nella Torre, da tempo lasciata quasi priva di manutenzione. Nel frattempo, le mura del castello furono smantellate dagli abitanti del luogo per recuperare i mattoni, e della fortificazione rimasero solo la Torre e ruderi sparsi.

In seguito allo spopolamento della località, e ad abusi compiuti dai consiglieri, nel 1689 il Legato Pontificio ordinò la soppressione del Comune di Oriolo, che fu ridotto a semplice Scola (una sorta di circoscrizione di quartiere con limitatissimi poteri, e bilancio ridotto al minimo) e tale rimase fino alla soppressione napoleonica nel 1797.
Nel 1753, il Comune di Faenza cedette in enfiteusi a Marcantonio Orioli la Torre, la casetta già sede del Comune di Oriolo ed un poco di terreno circostante, da tempo ridotto a coltura ed affittato a gente del luogo. Contrariamente ai patti, Orioli non restaurò la cima della Torre creando un terrazzo con parapetto, ma si limitò ad abbattere tetto e merlatura, lasciando come copertura una sorta di cupola di macerie.
Nel 1771 l'enfiteusi fu ceduta a Vincenzo Caldesi, che nel 1795 acquistò una vigna adiacente portando agli attuali 18.200 m² l'estensione del terreno circostante la Torre. Alla morte di Vincenzo (1809), la proprietà passò ad Antonio Caldesi; nel 1823, egli cedette al Comune di Faenza l'ex convento dei Servi, acquisendo in cambio la piena proprietà della Torre.

Verso la metà del XIX secolo, alcuni locali interni furono restaurati e adibiti ad abitazione per il contadino che coltivava la vigna circostante; nel 1898 però egli si trasferì in una nuova e più funzionale casetta, costruita a ridosso dei resti delle mura della rocca.

Nell'autunno del 1944, la Torre divenne rifugio per un'ottantina di civili fuggiti da Faenza per timore dei frequenti bombardamenti, ma fu anche sede di un presidio tedesco che utilizzava la Torre come punto d'avvistamento. Per questo motivo, l'antica fortificazione fu oggetto di numerosi lanci di granate, riuscendo però a resistere grazie al forte spessore dei muri perimetrali.
Nuovamente abbandonata dopo la fine del conflitto, la Torre fu oggetto, a partire dal 1965, di una campagna di sensibilizzazione per il suo restauro ed apertura al pubblico. Il Gruppo Giovanile di Oriolo-S. Mamante, dando continuità ad una festa ideata da Alteo Dolcini nel 1965, che nei primi anni si avvalse anche della collaborazione del Comitato Palio del Niballo e dei 5 Rioni faentini, per vent'anni di seguito, organizzò a questo scopo la “Festa di Primavera – per salvare un monumento”. Si avviarono trattative con la famiglia Caldesi, proprietaria, e nel 1984 la Torre fu donata alla città (delibera di accettazione del Consiglio Comunale di Faenza in data 31 maggio 1984). L'area verde su cui insiste il mastio manfredo fu sede, nel 1984, di un'innovativa esperienza, per Faenza, di un campo di lavoro cui parteciparono giovani della città gemellata Fiume (allora in Jugoslavia sotto il regime comunista, oggi in Croazia) e giovani di Faenza, con la finalità di iniziare il processo di trasformazione in parco naturale di una situazione da tempo abbandonata a sé stessa. Da quell'esperienza nacque "Aureolum Club", un gruppo organizzato di giovani che si fecero carico, del tutto gratuitamente, della pulizia, della manutenzione del parco recuperato, della sua restituzione alla pubblica fruizione. Ad Aureolum Club sono subentrati i produttori locali, riuniti in associazione, che si proponevano di valorizzare e di promuovere le vocazioni economico-turistiche dell'amena località faentina. Tra il 1986 ed il 1990, la Soprintendenza ai Beni Architettonici di Ravenna diresse i lavori di restauro del coperto e dei muri esterni della Torre, che fu così riportata in condizioni di sicurezza ma ancora non visitabile. Il restauro dei locali interni fu svolto nel 2003, a cura del Comune di Faenza, con il supporto di un finanziamento della Regione Emilia-Romagna, e la Torre fu aperta al pubblico il 20 marzo 2004.
Attualmente il monumento è gestito, in convenzione con il Comune di Faenza, dall'Associazione per la Torre di Oriolo: un'associazione di imprenditori agricoli che cura l'apertura della Torre, la manutenzione del parco circostante e l'organizzazione di eventi culturali e ricreativi.

### Descrizione della Torre

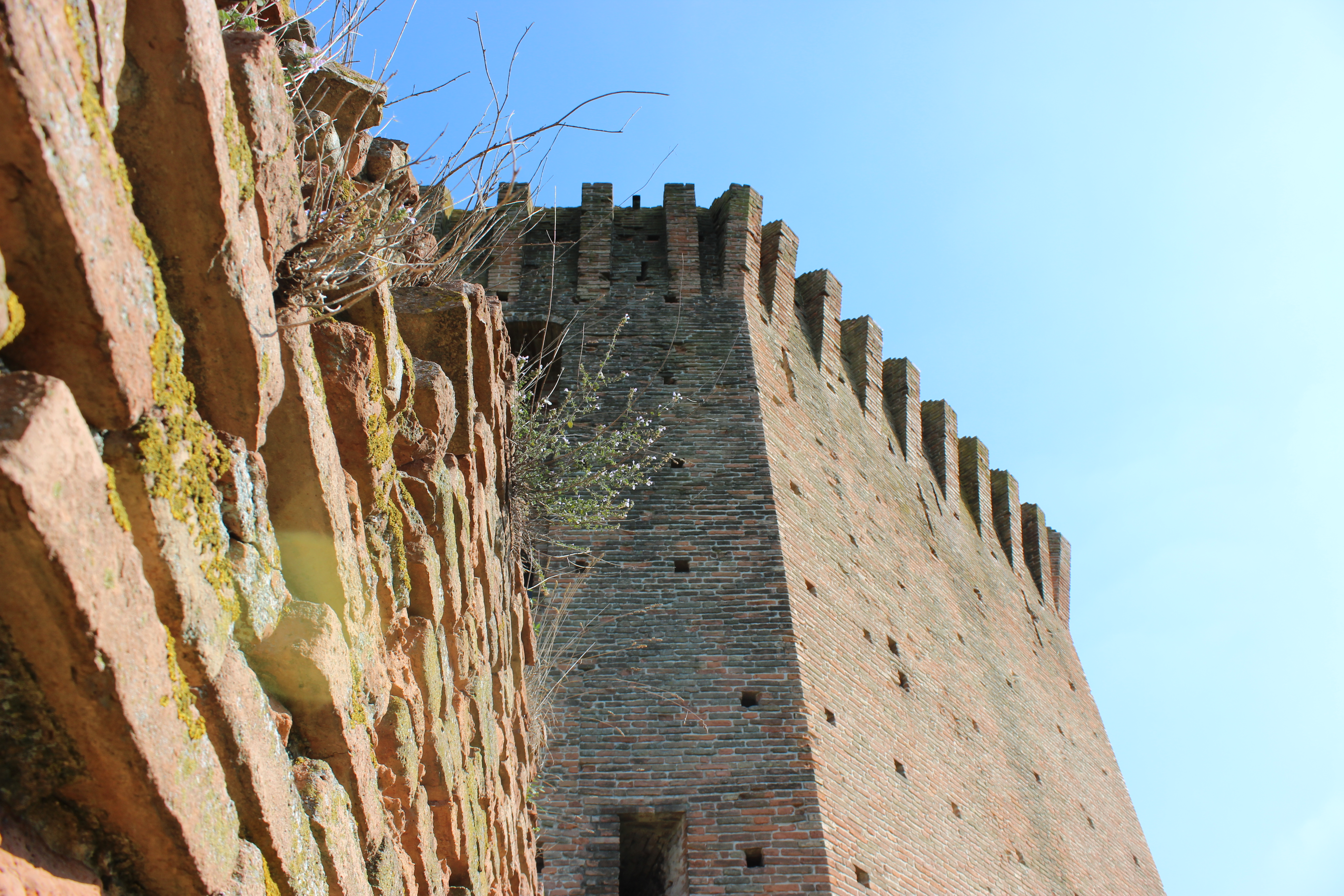
Mura e lato sud della Torre

L'edificio è di forma esagonale irregolare, con lati lunghi circa 8-9 metri, ed è alto 17 metri fuori terra, più altri 11 interrati. Tale forma planimetrica è detta a doppio puntone, poiché dotata di due punte ad angolo retto (orientate all'incirca verso nord e sud) mentre gli altri angoli sono ottusi. Questa particolare conformazione fa sì che, girando intorno alla Torre, essa appaia di volta in volta quadrata o ottagonale a seconda degli angoli e lati visibili, e sia così difficile percepire a colpo d'occhio la sua reale geometria. Le murature sono in mattoni, con riempimento a sacco in sassi e malta di calce, ed il loro spessore medio è di 2,80 m. L'interno è composto da sei piani, di seguito descritti a partire dal basso.
Al piano interrato troviamo la cisterna, che raccoglieva l'acqua piovana del coperto mediante tubature in cotto ricavate entro i muri; a fianco di essa, ma a quota inferiore, vi è la fossa di scarico che riceveva le deiezioni provenienti da quattro latrine (utilizzate anche per l'eliminazione dei rifiuti) poste ai piani superiori. Entrambi i vani sono inaccessibili, ma visibili dall'alto attraverso aperture presenti nei soffitti a volta.
Al livello superiore si incontra il piano seminterrato, composto da una sala rettangolare ad uso magazzino provviste, con una nicchia sulla parete di fondo entro la quale si trovano il forno per il pane ed un foro gettarifiuti. Da questo piano inizia la scala a chiocciola, che ha come proprio perno il pozzo da cui si attingeva l'acqua della cisterna.
Al terzo livello, corrispondente all'ingresso, vi è la sala delle guardie, dotata di due postazioni di tiro e di latrina.
Al quarto piano troviamo la sala del castellano, nella quale spicca un ampio focolare ai cui lati si trovano una latrina ed un ripostiglio. Da questa sala, tramite due ponticelli levatoi oggi scomparsi si accedeva ai camminamenti sulle mura della rocca, anch'esse da lungo tempo smantellate.
Al quinto livello s'incontra invece un corridoio pentagonale, con quattro postazioni di tiro per archibugi ed una polveriera centrale, coperta con una interessante volta a vela in mattoni disposti a spina di pesce.
La scala termina nella cosiddetta torretta, costruita a metà del XIX secolo, da cui si esce sull'ampio terrazzo ottenuto in seguito alla rimozione delle macerie del vecchio coperto. Il panorama visibile dalla Torre comprende le città di Faenza, Forlì e Ravenna, la riviera romagnola da Mirabilandia fino a Cesenatico, il colle di Bertinoro e alcune cime dell'Appennino.

La Torre è visitabile nel periodo 15 marzo – 15 ottobre, tutti i sabati e domeniche pomeriggio, con ingresso ad offerta libera.